# 羅伯特·霍夫曼
羅伯特·霍夫曼（Robert James Hoffman III，1980年9月21日—）是美國的一位演員。他出生在蓋恩斯維爾，出演過夜班醫生等電視劇。